# Damaris Aguirre
Damaris Gabriela Aguirre Aldaz (Chihuahua, Chihuahua; 25 de julio de 1977) es una deportista mexicana especializada en halterofilia.

## Trayectoria deportiva
Ganó una medalla de plata para la categoría de 75 kg en los Juegos Panamericanos de 2007 en Río de Janeiro, Brasil con un total de 240 kilogramos.
Aguirre hizo su debut oficial para los Juegos Olímpicos de Atenas 2004, donde compitió por la categoría de peso pesado femenino (75 kg). Terminó solo en el duodécimo lugar por 7.5 kilogramos menos que Eva María Dimas de El Salvador, con un total de 222.5 kg (100 en el arranque y 122,5 en el clean and jerk).
En los Juegos Olímpicos de Pekín 2008 Aguirre se clasificó por segunda vez en la categoría femenina de 75 kg, al obtener un lugar en el Campeonato Mundial de Halterofilia de 2007 celebrado en Chiang Mai, Tailandia. Aguirre se ubicó sexta en este evento, ya que logró levantar 109 kg en el arranque de un solo movimiento, y alzó 136 kg en dos tiempos, hombro a cabeza, para un total de 245 kg.
Debido a las infracciones de dopaje de otros atletas encontradas en 2016, se convirtió en medallista de bronce olímpica en Pekín 2008.

## Palmarés internacionales
| Juegos Olímpicos     | Juegos Olímpicos        | Juegos Olímpicos  | Juegos Olímpicos |
| Año                  | Lugar                   | Medalla           | Competición      |
| -------------------- | ----------------------- | ----------------- | ---------------- |
| 2008                 | Pekín (China)           | Medalla de bronce | 75 kg            |
| Juegos Panamericanos |                         |                   |                  |
| 2007                 | Río de Janeiro (Brasil) | Medalla de plata  | 75 kg            |